# Magyar esszéirodalom
A magyar esszéirodalom kezdetét Sylvester Jánostól számítjuk. Az esszé mint műfaj elég nehezen definiálható, tartalma koronként változó.

## A fénykor
A magyar esszéirodalom fénykora talán az 1930-as–40-es évekre tehető. Bár az esszé mint önkifejezési tudatforma igen rég jelen van a világirodalomban, pontos műfaji meghatározása mindmáig nem ismeretes. A leírások, értelmezések, melyek természetét igyekeznek körülhatárolni, egyetlen jellegzetességében értenek egyet: eszerint egyfajta kötetlenség, a kifejezés szabadsága jellemzi. Még a modern műfaji meghatározások is figyelmeztetnek arra, hogy nem lehet pontosan elhatárolni az esszét, a tanulmányt és a kritikát; ezek bármelyike minősülhet esszéisztikusnak, ha személyesek, s kifejeződik bennük egyfajta morális igény (ami egyben arra is emlékeztet, hogy a műfaj keletkezésébe az úgynevezett moralitások is belejátszottak).
Más törekvések jellemzik a francia és mások az angol esszét. Azért épp e kettőt említjük, mert ezek gyakoroltak elhatározó befolyást a magyar esszé nyelvének, szemléletének kialakulására. Angol nyelvterületen épp oly természetesen nevezik esszéknek T. S. Eliot tárgyszerű tanulmányait, mint Virginia Woolf személyes hangú, polemikus kedvű írásait. A század francia esszéműfajára ugyanakkor Marcel Proust és Henri Bergson tett nagy hatást, a mechanikus idő szétrombolásával, egyfajta kötetlen, az emlékezetet is mozgósító írástechnika mintává emelésével.

### A korszak jeles esszéírói
- Babits Mihály
- Halász Gábor
- Hamvas Béla
- Kosztolányi Dezső
- Nemes Nagy Ágnes
- Szentkuthy Miklós
- Szerb Antal

## Az esszé jelene
Gyergyai Albert „Az esszé védelmében” írt jelentős cikket, amelyben felhívta a figyelmet arra, hogy csökken az irodalmi esszé megbecsülése. A Vigília c. folyóirat a hetvenes-nyolcvanas években feladatának tekintette a klasszikus magyar nagyesszé hagyományainak folytatását, s egymás után publikálta Rónay György, Domokos Mátyás, Deme Zoltán, Poszler György, Hegyi Béla, Nemes Nagy Ágnes és mások erős írásművészetről tanúskodó esszéit. A jelenlegi esszéírók gyakran regényíróként ismertebbek, mint például Nádas Péter. Ma kevesen foglalkoznak kizárólag esszéírással mint például Bán Zoltán András. Az esszének csekély ma a visszhangja, kereslete, megbecsülése. Szinte teljesen észrevétlen maradt például a Magyar Napló kiadásában megjelent Az év esszéi – 2003. c. antológia, melyben – igaz, inkább szak- vagy ismeretterjesztő dolgozatok társaságában – Pályi András vagy Lackfi János kiváló írásai is helyet kaptak.

### További jelenlegi esszéírók
- Csoóri Sándor
- Bán Zoltán András
- Babarczy Eszter
- Sándor Iván
- Balassa Péter
- Angyalosi Gergely
- Radnóti Sándor
- Poszler György
- Szilágyi Ákos
- Karátson Gábor
- Fekete J. József
- Földényi F. László
- Sebők Zoltán
- Radics Viktória
- Bikácsy Gergely

## Kapcsolódó szócikk
- Magyar irodalom